# Michael Schaerer

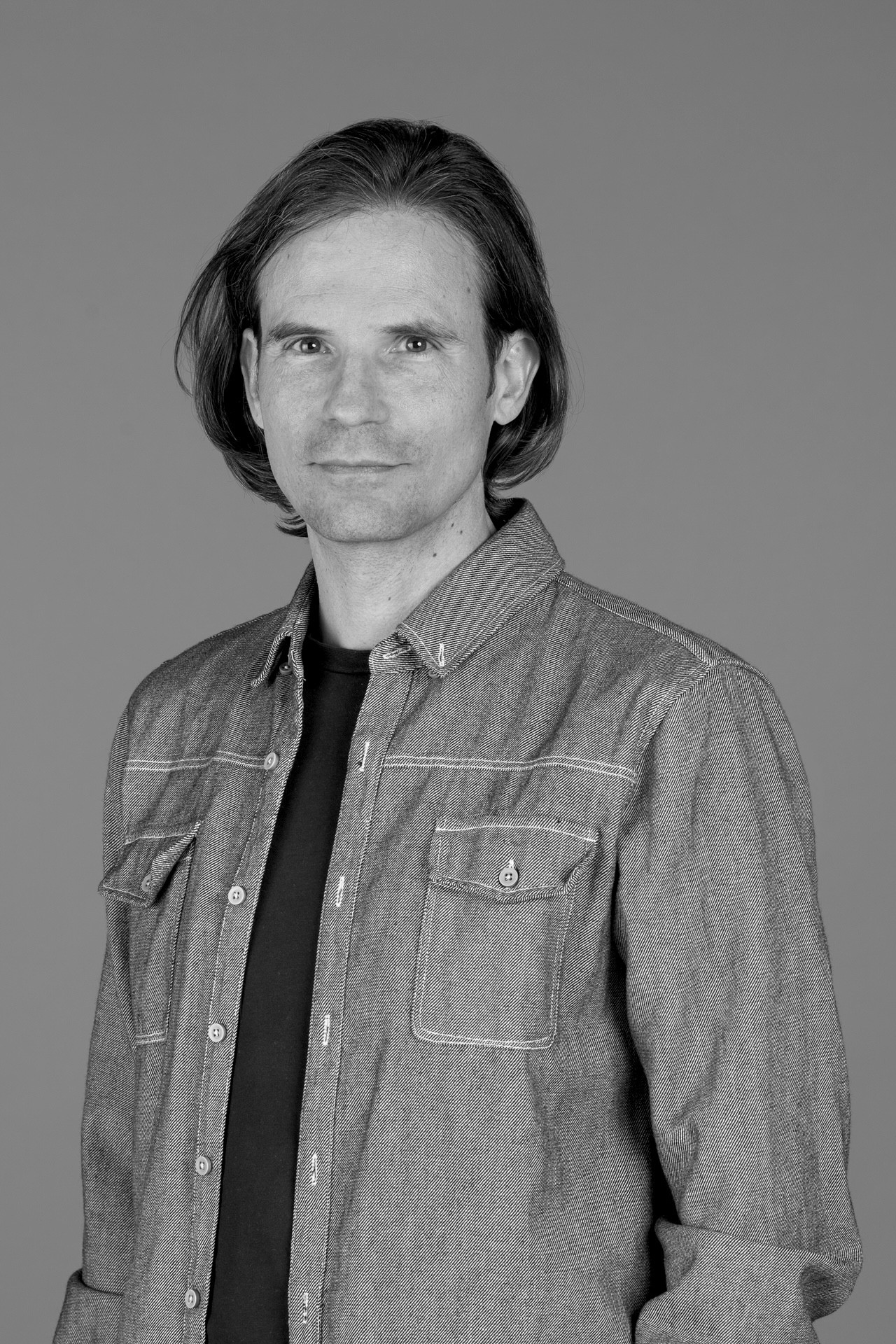
Michael Schaerer (2025)

Michael „Mike“ Schaerer (* 17. März 1975 in Aarau) ist ein Schweizer Filmeditor und Filmregisseur.

## Werdegang
Michael Schaerer besuchte in Aarau die Schulen, die er an der Alten Kantonsschule mit der Matura Typus B abschloss.
In der Jugendzeit spielte er in Musikgruppen mit und betrieb Leichtathletik (vornehmlich 800-Meter-Lauf).
Nach einem Zwischenjahr begann er das Studium an der School of Visual Arts in New York und er schloss es mit dem Bachelor of Arts in Film- und Videoregie ab.
An der School of Visual Arts produzierte er Flow und «On Tact» sowie als Abschlussarbeit den Kurzfilm Warmth, der am Filmfestival Venedig im Kurzfilmwettbewerb lief und Schaerer unter anderem den renommierten Student Academy Awards («Studenten-Oscar») einbrachte.
Schaerer erhielt 2001 diese begehrte Trophäe als erster Schweizer (Goldmedaille in der Kategorie ‹Alternative›).
Nach Abschluss seiner Ausbildung (2001) arbeitet Michael Schaerer vorwiegend als Film-Editor. Parallel dazu entwickelte er auch eigene Projekte und führte Regie, u. a. in der 10-teiligen SRF-Dokuserie «Start up – der Weg zur eigenen Firma».
Stationspiraten ist der erste Langspielfilm, den er als Regisseur gestaltete. Der Film wurde am Emden Film Festival, am Max Ophüls Festival, am Zurich Film Festival u. a. O. mit Preisen ausgezeichnet und wurde von der Kritik gut aufgenommen. Es geht darin um krebskranke Jugendliche. Die Krebsliga Schweiz verlieh Schaerer 2012 den Anerkennungspreis, mit dem Personen oder Organisationen ausgezeichnet werden, die sich für die Verbesserung der Situation von Patienten einsetzen.
2013 bekam er den Regieauftrag für den Schweizer (Luzerner) Tatort Zwischen zwei Welten.
In der Berliner Zeitung attestiert Klaudia Wick dem Regisseur Schaerer eine «schnörkel- und makellose Inszenierung» (BZ «Gesprungen oder gestoßen?»).
Die Frankfurter Allgemeine Zeitung F.A.Z. hebt den «gelassenen Realismus» hervor und lobt den "bei aller Spannung ruhigen, mit Liebe zum Detail gedrehten Tatort " (Dieter Bartetzko). Der mit CHF 20'000 dotierte «Prix du Public» der Solothurner Filmtage 2016 ging an den Film Lina von Michael Schaerer (Ausstrahlung auf SRF1 am 21. Februar 2016), der eine tragische Liebesgeschichte vor dem Hintergrund der administrativen Versorgung erzählt. Gleichzeitig bekam Rabea Egg den Preis als beste Hauptdarstellerin.
Schaerers Film Die kleine Hexe nach dem gleichnamigen Roman und Kinderbuch-Klassiker von Otfried Preußler feierte am 21. Januar 2018 in München Weltpremiere. Die Filmjury der Deutschen Film- und Medienbewertung FBW gab dem Film das Prädikat «Besonders wertvoll»; die Jugendfilmjury vergab viereinhalb Sterne. Die Schweizer Premiere (Di chli Häx) fand am 27. Januar 2018 an den Solothurner Filmtagen statt. Der Film kam am 1. Februar 2018 in die Kinos. Christian Jungen bescheinigte Schaerer in dem der NZZ am Sonntag beigelegten Filmmagazin «Frame» vom 10. Dezember 2017, er sei ein grosser Regisseur und er empfehle sich mit diesem Film für den Sprung nach Hollywood. Der Kameramann Matthias Fleischer erhielt für Die kleine Hexe den Bayerischen Filmpreis. Der Film verzeichnete bereits in den ersten Wochen in Deutschland, Österreich und der Schweiz einen grossen Publikumserfolg; er wurde von der Kritik positiv aufgenommen und für den Deutschen Filmpreis 2018 (Bester Kinderfilm) nominiert. Mit rund 1,8 Millionen Kinoeintritten war er 2018 die erfolgreichste Schweizer Koproduktion im Ausland. Allein in Deutschland konnte er über 1,5 Millionen Eintritte verbuchen. Er lief in über 20 weiteren Ländern im Kino.
Mike Schaerer führte Regie in der sechsteiligen historischen Dramaserie Frieden, deren Drehbuchautorin Petra Volpe ist. Hauptdarsteller sind Annina Walt, Max Hubacher und Dimitri Stapfer. Neben 70 Schauspielern wirkten auch 1200 Statisten mit. Die Erstausstrahlung erfolgte auf SRF 1 am 8., 9. und 11. November 2020. Bettina Alber, Leiterin Serien bei SRF: „Petra Volpe und Michael Schaerer ist es gelungen, diese Zeit unmittelbar nach dem Ende des Zweiten Weltkriegs emotional greifbar und lebendig zu machen und damit ein Bewusstsein für die Nähe der Vergangenheit zu schaffen, die nicht abgeschlossen ist, sondern bis heute wirkt.“ Die Kritik äusserte sich zum Drama und dessen Darstellung sehr positiv.
Seine Tatortfolgen „Von Affen und Menschen“ und „Fährmann“ wurden von der Kritik gelobt. „Von Affen und Menschen“ wurde zudem für den Fernsehfilmpreis der televisionale als bester Film nominiert und gewann Preise für das beste Drehbuch (Stefan Brunner, Lorenz Langenegger), die beste Filmmusik (Mirjam Skal) und die beste Nebendarstellerin (Sarah Viktoria Frick).
In der Adaption der bekannten Hörspielserie „Maloney“ führte Michael Schaerer Regie bei 5 Folgen. Seine ersten drei Episoden wurden unter dem Titel „Maloney – Die ersten drei haarsträubenden Fälle“ im Kino gezeigt.
Michael Schaerer ist Professor an der Zürcher Hochschule der Künste. und leitet den Master Film Editing und den Minor Virtual Production.

## Filmografie
- 2000: Warmth (Kurzfilm; Buch, Regie, Schnitt)
- 2001: Im Namen der Gerechtigkeit (TV-Film; Schnitt)
- 2002: Der Elefant – Mord verjährt nie (TV-Film; Schnitt)
- 2002: Dilemma (TV-Film; Schnitt)
- 2003: SuperAargau (Dokumentarfilm; Regie)
- 2003: Kiki + Tiger (Kurzfilm; Schnitt)
- 2003: Achtung, fertig, Charlie! (Schnitt)
- 2004: Piff paff puff (Kinospielfilm, Schnitt)
- 2004: Leben auf Kredit (TV-Film; Schnitt)
- 2004: Im Nordwind (Schnitt)
- 2005: Katzenball (Dokumentarfilm; Schnitt)
- 2005: Rose (Schnitt)
- 2006: Die Herbstzeitlosen (Schnitt)
- 2006: Cannabis – Probieren geht über Regieren (Schnitt)
- 2007: StartUp (TV-Show; Regie)
- 2007: Breakout (Schnitt)
- 2007: Tell (Schnitt)
- 2008: Jimmie (Schnitt)
- 2009: Tannöd (Schnitt)
- 2010: Dharavi, Slum for Sale (Dokumentarfilm; Schnitt)
- 2010: Stationspiraten (Regie)
- 2012: Liebe und andere Unfälle (TV-Film; Schnitt)
- 2012: Die Wiesenberger – No Business like Show Business (Dokumentarfilm; Schnitt)
- 2012: Tatort: Skalpell (Fernsehreihe; Schnitt)
- 2013: Clara und das Geheimnis der Bären (Schnitt)
- 2013: Das kleine Gespenst (Schnitt)
- 2014: Tatort: Zwischen zwei Welten (Regie)
- 2014: Akte Grüninger (Schnitt)
- 2015: Heidi (Schnitt)
- 2015: Der Hamster (Schnitt)
- 2016: Lina (2016) (Regie)[33]
- 2018: Die kleine Hexe (Regie)[34]
- 2020: Frieden(Serie; Regie)
- 2021: Neumatt (Schnitt)
- 2023: 37 Sekunden (Fernseh-Sechsteiler; Schnitt)
- 2024: Tatort: Von Affen und Menschen
- 2024: Tatort: Fährmann
- 2025: Maloney

## Auszeichnungen
- 2001: Student Academy Award – Kategorie: Alternative, Goldmedaille für Warmth
- 2010: Zurich Film Festival – Publikumspreis (Audience Award) für Stationspiraten
- 2011: Max Ophüls Festival Saarbrücken – Preis der Jugendjury, für Stationspiraten
- 2011: Internationales Filmfest Emden-Norderney – Bernhard-Wicki-Preis, 3. Rang, für Stationspiraten
- 2012: Internationales Film-Festival „Shaken Stars“ in Almaty (Kasachstan) – Hauptpreis, für Stationspiraten
- 2016: Solothurner Filmtage 2016 – «PRIX DU PUBLIC» für den Film «Lina»
- 2018: Schweizer Filmpreis «Beste Filmmusik» für «Die kleine Hexe»